# Гольдбах, Лев Фёдорович
Лев (Карл Людвиг) Фёдорович Го́льдбах (1793—1824) — российский ботаник, ученик Г. Ф. Гофмана.

## Биография
Сын профессора астрономии Московского университета Фридриха Гольдбаха.
Вместе с отцом в 1804 году прибыл в Москву, где воспитывался в университетском благородном пансионе; затем, с 1810 года, учился на медицинском факультете Московского университета. После окончания университета (1815), в 1816 году, защитил докторскую диссертацию, объектом исследований был род Шафран (Crocus L.). В дополнение диссертации впоследствии он написал «Monographiae generis croci tentamen» (Мемуары Московского общества испытателей природы. — Т. V.).
Был определён, 10 ноября 1817 года, адъюнктом ботаники и фармакологии в Московскую медико-хирургическую академию; одновременно преподавал на физико-математическом отделении Московского университета. В 1819 году в звании адъюнкта был переведён на отделение врачебных или медицинских наук преподавателем естественной истории, применительно к медицине.
Написал сочинения: «Изображения растений, употребительных в медицине, сельском хозяйстве, художествах о ремеслах», к которому был приложен атлас растений, составленный на основании собранного им гербария по Московской губернии (в числе примерно 10 тысяч гербарных листов), вошедшего в состав университетского гербария . Гольдбах также составил «Catalog der Moskowischen Flora» (1820) с описанием 770 видов цветковых растений Московской губернии.
Его именем назван редкий род из числа крестоцветных — Goldbachia (Переломник), именно Goldbachia laevigata и Goldbachia toru losa — первый вид встречается в Poссии, второй — в Леванте. Также его именем названа лапчатка Гольдбаха (Potentilla goldbachii).